# Grace VanderWaal
Grace Avery VanderWaal (Kansas City, 15 januari 2004) is een Amerikaanse zangeres. Ze bespeelt de ukelele tijdens haar liedjes.

## Biografie
VanderWaal werd in 2004 geboren als tweede dochter van een Amerikaanse moeder en een Nederlandse vader. Toen ze twee jaar oud was verhuisde de familie naar Suffern (New York). Ze begon met zingen op haar derde en schafte op haar elfde jaar een ukelele aan. Daarnaast is ze ook actief op haar eigen YouTube-kanaal.
In 2016 deed ze mee aan het elfde seizoen van het televisieprogramma America's Got Talent. Ze kreeg de golden buzzer en won de Amerikaanse talentenjacht. VanderWaal tekende in september een platencontract bij Columbia Records, waarna ze op 2 december 2016 haar eerste EP, Perfectly Imperfect, uitbracht, geproduceerd door Greg Wells. Deze EP, die vijf liedjes bevat, kwam binnen op de Billboard 200 Albums chart op plaats 9. De debuutsingle I Don't Know My Name kwam binnen op de Billboard's Digital Song Sales chart op plaats 37 en op de Bubbling Under Hot 100 Singles chart op plaats 24. Op 20 juli 2017 werd haar tweede single Moonlight op de markt gebracht. Op 11 augustus datzelfde jaar volgde haar derde single, Sick Of Being Told. Hierna volgde op 14 september So Much More Than This, op 5 oktober Escape My Mind en op 26 oktober City Song. Op 3 november kwam haar tweede album Just The Beginning uit.
Begin 2019 kwam haar nieuwe single Stray uit en schreef ze haar eerste lied voor een soundtrack, voor de animatiefilm Wonder Park. In november 2019 kwam de EP, Letters Vol 1 uit. VanderWaal debuteerde met een hoofdrol in de film Stargirl die in première ging in maart 2020.

## Discografie

### Albums
| Album met eventuele hitnotering(en) in de Nederlandse Album Top 100 | Datum van verschijnen | Datum van binnenkomst | Hoogste positie | Aantal weken | Opmerkingen |
| ------------------------------------------------------------------- | --------------------- | --------------------- | --------------- | ------------ | ----------- |
| Just The Beginning                                                  | 2017                  | -                     | 124             | 1            |             |

| Album met hitnotering(en) in de Vlaamse Ultratop 200 albums | Datum van verschijnen | Datum van binnenkomst | Hoogste positie | Aantal weken | Opmerkingen |
| ----------------------------------------------------------- | --------------------- | --------------------- | --------------- | ------------ | ----------- |
| Just The Beginning                                          | 2017                  | 11-11-2017            | 118             | 1            |             |

## Filmografie
- 2020: Stargirl - als Stargirl
- 2022: Hollywood Stargirl - als Stargirl
- 2024: Megalopolis - als Vesta Sweetwater

- Gemeinsame Normdatei: 1136895566
- International Standard Name Identifier: 0000 0004 5984 3782
- Library of Congress Control Number: no2016162560
- MusicBrainz: b6033715-9456-4697-a2ef-ce8988b8a46c
- Virtual International Authority File: 76148207876100342106
- WorldCat: E39PBJckQwRQyWcWBQ8Xw88Bfq